# Talne
Talne (ukrainsk: Тальне́, ukrainsk udtale: [tɐlʲˈnɛ]; russisk: Тальное) er en by i Zvenyhorodka rajon, Tjerkasy oblast (provins) i Ukraine. Den er hjemsted for administrationen af Talne urban hromada, en af Ukraines hromadaer. 
Byen har 13.558 (2018) indbyggere.

## Administrativ status
Siden 1938 har den haft  byrettigheder. Indtil den 18. juli 2020 fungerede Talne som administrativt center for Talne rajon. Rajonen blev afskaffet i juli 2020 som led i den administrative reform af Ukraine, der reducerede antallet af rajoner i Tjerkasy oblast til fire. Området i Talne Raion blev slået sammen med  Zvenyhorodskyj rajon.

## Galleri
- Sankt Peter og  Paul-kirken i Talne
- Shuvalov Slot i Talne Park